# Kenneth Records
Kenneth Records is een Zweeds platenlabel dat jazzmuziek uitbrengt. Het label werd in 1966 opgericht om muziek van het Zweedse orkest Kunstbandet uit te brengen, maar al snel volgden uitgaven van andere Zweedse groepen en musici. In de loop van de jaren kwamen er ook platen uit van buitenlandse musici begeleid door Zweedse muzikanten, zoals Maxine Sullivan en trompettist Doc Cheatham.